# Mistrzostwa Trynidadu i Tobago w Lekkoatletyce 2013
Mistrzostwa Trynidadu i Tobago w Lekkoatletyce 2013 – zawody lekkoatletyczne, które odbyły się na Hasely Crawford Stadium w Port-of-Spain między 21 a 23 czerwca.

## Rezultaty
| Konkurencja:                              | 1. miejsce     | Rezultat    |
| Bieg na 100 m Wiatr: 3,2 m/s              | Keston Bledman | 9,86        |
| Bieg na 200 m                             | Lalonde Gordon | 20,26 PB    |
| Bieg na 400 m                             | Deon Lendore   | 45,29       |
| Bieg na 800 m                             | Jamaal James   | 1:49,22     |
| Bieg na 10 000 m                          | Richard Jones  | 30:58,33 PB |
| Bieg na 110 m przez płotki Wiatr: 3,0 m/s | Mikel Thomas   | 13,29       |
| Bieg na 400 m przez płotki                | Jehue Gordon   | 49,25       |
| Skok w dal                                | Kyron Blaise   | 7,87w       |
| Tróskok                                   | Chris Hercules | 16,21       |
| Pchnięcie kulą                            | Akeem Stewart  | 18,59       |
| Rzut dyskiem                              | Quincy Wilson  | 57,15       |
| Rzut oszczepem                            | Shakiel Waithe | 65,63 PB    |

| Konkurencja:               | 1. miejsce         | Rezultat       |
| Bieg na 100 m              | Kelly-Ann Baptiste | 10,83 NR PB WL |
| Bieg na 200 m              | Kelly-Ann Baptiste | 22,36 NR PB    |
| Bieg na 400 m              | Shawna Fermin      | 53,25          |
| Bieg na 800 m              | Aleena Brooks      | 2:05,25 PB     |
| Bieg na 1500 m             | Pilar McShine      | 4:19,69        |
| Bieg na 100 m przez płotki | Aleesha Barber     | 13,20          |
| Bieg an 400 m przez płotki | Sparkle McKnight   | 56,59          |